# جيمي لين غراي
جيمي لين غراي (بالإنجليزية: Jamie Lynn Corkish)‏، من مواليد 26 مايو 1984، هي لاعبة رماية أمريكية، فازت غراي بالميدالية الذهبية في دورة الألعاب الأولمبية الصيفية، والتي استضافتها العاصمة البريطانية لندن سنة 2012.